# Omoea
Omoea es un género de orquídeas epifitas originarias de Assam hasta Taiwán. Comprende 2 especies descritas y  aceptadas. Se encuentra en  Asia.

## Taxonomía
El género fue descrito por Carl Ludwig Blume y publicado en Bijdragen tot de flora van Nederlandsch Indië 6: t. 3. 1825.

## Especies aceptadas
A continuación se brinda un listado de las especies del género Omoea aceptadas hasta marzo de 2013, ordenadas alfabéticamente. Para cada una se indica el nombre binomial seguido del autor, abreviado según las convenciones y usos.
- Omoea micrantha Blume
- Omoea philippinensis Ames